# Sun Studio
Sun Studio е група от компилатори за C/C++/FORTRAN, разработени от Sun Microsystems, които генерират бърз код и „пасват“ добре с процесорите на SPARC, x86 и x86-64. Компилаторите са безплатни.

## Платформи
Компилаторите имат версия за Solaris, OpenSolaris, Linux.